# Charles R. Cutler
Charles R. Cutler war ein US-amerikanischer Politiker. In den Jahren 1872 und 1873 war er Vizegouverneur des Bundesstaates Rhode Island.
Die Quellenlage über Charles Cutler ist sehr schlecht. Seine Lebensdaten sind nicht überliefert. Gesichert ist nur, dass er zumindest zeitweise in Warren lebte. Beruflich war er Kapitän eines Schiffes, das im Walfang eingesetzt war. Außerdem betrieb er eine Kleiderfabrik. 1872 wurde er an der Seite von Seth Padelford zum Vizegouverneur von Rhode Island gewählt. Dieses Amt bekleidete er zwischen 1872 und 1873. Dabei war er Stellvertreter des Gouverneurs und Vorsitzender des Staatssenats. Seine Parteizugehörigkeit wird in den Quellen nicht angegeben. Nach seiner Zeit als Vizegouverneur verliert sich seine Spur wieder.